# IBM PC
IBM Personal Computer (IBM osobno računalo), kratica IBM PC, bio je naziv modela prvog osobnog računala američke tvrtke IBM iz 1981. godine. Budući modeli nosili su isti naziv uz dodatak XT i AT.
Te serije osobnih računala bile su veliki komercijalni uspjeh za tvrtku IBM, te su postale svjetski industrijski standard i definirale do danas postojeću klasu uređaja pod nazivom IBM kompatibilna osobna računala.

## Povijest
Prvo IBM PC računalo tvrtke IBM datira iz 12. kolovoza 1981. godine. Zbog svoje otvorene arhitekture pokrenulo je cijelu industriju kompatibilnih uređaja, a zbog svoje dostupnosti je jedno od najraširenijih računalskih arhitektura do sada. Godinu i pol kasnije, u ožujku 1983. pojavio se prvi XT (službeno IBM PC XT, model 5160) koji je standardno imao tvrdi disk od 10 MB.

## Arhitektura
Za IBM PC računala vrijede sljedeće karakteristike:
- Intel ili Intel kompatibilni mikroprocesor u porodici x86
- sličnost u matičnim pločama i emuliranje osnovnih BIOS rutina

## Operacijski sustavi
- operacijski sustav MS-DOS ili Windows